# William Friese-Greene
William Friese-Greene, nato William Edward Green (Bristol, 7 settembre 1855 – Londra, 5 maggio 1921), è stato un regista, fotografo e inventore inglese. Fu un fotografo ritrattista e un prolifico inventore. È principalmente conosciuto come pioniere nel campo del cinema ed è accreditato da alcuni come inventore della cinematografia.
L'attore Richard Greene è suo nipote.

## Biografia
William Edward Greene nacque il 7 settembre 1855 a Bristol. Fu educato lì al Queen Elizabeth's Hospital. Nel 1869 divenne apprendista presso un fotografo chiamato Maurice Guttenberg. Nel 1875 arrangiò un suo proprio studio a Bath ed a Bristol; successivamente estese il suo business con due ulteriori studio a Londra ed a Brighton.
Sposò Helena Friese il 24 marzo 1874 e decise di modificare il proprio nome includendo quello della moglie.
A Bath entrò in contatto con John Arthur Roebuck Rudge. Rudge era l'inventore di numerosi strumenti che aveva iniziato a specializzarsi nella creazione di lanterne magiche. Da esse sviluppò le Lanterne Biofantiche. La lanterna era unica nel poter mostrare sette stringhe visive in rapida successione, e nel produrre un'effettiva illusione di movimento. Friese-Greene fu affascinato dalla macchina e nel 1886 iniziò a lavorare con Rudge con lo scopo di aumentarne la qualità così da poter proiettare piatti fotografici. Chiamarono il nuovo dispositivo 'Biofantascopio'. Friese-Greene realizzò inizialmente dei piatti di vetro che però sostituì poi, dopo vari esperimenti del 1885 su carta oliata, con la celluloide per la prima volta nel 1887, mezzo che divenne poi essenziale per tutta la cinematografia.
Il 21 giugno 1889 Friese-Greene fornì il brevetto nº 10131 per la sua cinepresa 'cronofotografica'. Essa era apparentemente capace di riprodurre fino a 10 fotografie al secondo usando un film di celluloide perforato. Un rapporto sulla camera fu pubblicato nel quotidiano inglese Photographic News il 28 febbraio 1890. Il 18 marzo dello stesso anno, Friese-Greene inviò l'articolo a Thomas Edison, nel cui laboratorio stava sviluppando un vero sistema cinematografico conosciuto come Kinetoscopio. Il rapporto fu ristampato nel Scientific American il 19 aprile. Friese-Greene diede una pubblica dimostrazione nel 1890, ma il basso Frame per secondo combinato con l'apparecchio apparentemente inaffidabile, fallì nel lasciare una buona impressione. Nei primi anni del 1890 egli sperimentò cineprese stereoscopiche ma riscontrò limitati successi. Gli esperimenti i Friese-Greene nel campo del cinema avvenivano a discapito delle sue risorse economiche e nel 1891 dovette dichiarare bancarotta. Per coprire i suoi debiti vendette i diritti della cinepresa cronofotografica per 500 dollari. La caparra di rinnovo del brevetto non fu più pagata.
Gli ultimi exploit di Friese-Greene furono nel campo del cinema a colori. Lavorando a Brighton, sperimentò un sistema conosciuto come Biocolore. Questo processo dava l'illusione di un vero colore esponendo ogni immagine di un ordinario bianco e nero attraverso due differenti filtri colorati. Ogni fotogramma alternato era così di colore rosso o verde. Sebbene la proiezione provvedesse ad una tollerabile illusione di colore, essa soffriva di notevoli tremolii e quando le immagini erano in rapido movimento, i colori rosse e verde guarnivano lo schermo.
Friese-Greene trovò impossibile esibire il Biocolore a causa di un rivale nello stesso campo ideato da George Albert Smith e Charles Urban conosciuto come Kinemacolor -- i quali asserivano che ogni film a colori fosse un plagio del loro anteriore brevetto. Con l'assistenza finanziaria del famoso automobilista inglese Selwyn Edge, Friese-Greene tentò di invalidare il brevetto di Urban in corte d'appello.
Friese-Greene asseriva che il brevetto non conteneva abbastanza dettagli per poter dire che il Biocolore fosse un plagio. Il giudice decise a favore di Urban, ma un appello alla Camera dei Lord nel 1914 cambiò la decisione. Il sistema di Friese-Greene era però ancora alle prime fasi di sviluppo e quindi era incapace di avere successo. Suo figlio Claude Friese-Greene continuò a sviluppare il sistema durante gli anni venti. Claude riuscì comunque a divenire un cinematografo di successo.
Nel 1921 William Friese-Greene era alle prese con il meeting dell'industria cinematografica a Londra. Disturbato dai toni degli avvenimenti, Greene si alzò sui suoi piedi per parlare ma divenne ben presto incoerente.
Fu pregato di riaccomodarsi e poco dopo, colpito da un infarto, morì.
La sua tomba può essere trovata nel Highgate Cemetery di Londra. Un commemorativo disegnato da Edwin Lutyens lo descrive come 'L'Inventore della Cinematografia'.

## Filmografia
- Brighton Street Scene (1888)
- Leisurely Pedestrians, Open Topped Buses and Hansom Cabs with Trotting Horses (1889)
- Hyde Park Corner (1889)
- Traffic in King's Road, Chelsea (1890)
- Kino the Girl of Colour, co-regia con Claude Friese-Greene (1920)